# Rila-snelweg
De Rila-snelweg (Bulgaars: Рила) was een geplande autosnelweg in Bulgarije. Als de weg voltooid is, zal hij van Doepnitsa via Samokov naar Mirovo lopen. De weg zou dan 80 kilometer lang zijn.
De weg is genoemd naar de Rilagebergte, waar de snelweg doorheen zou lopen.
A1 - Trakija · 
A2 - Hemoes · 
A3 - Stroema · 
A4 - Maritsa · 
A5 - Tsjerno More · 
A6 - Europa · 
A7 - Veliko Tarnovo-Ruse · 
Noordelijke randweg van Sofia · 
Botevgrad-Vidin expresweg